# Џамије у Лесковцу
У последњим годинама турске владавине у Лесковцу је постојало осам џамија и више од 20 текија (врста муслиманске грађевине у којима обреде врше дервиши).

## Историја
Најстарија лесковачка џамија подигнута је вероватно крајем петнаестог века, убрзо након освајања Лесковца и била је према натпису на њој посвећена султану Бајазиту II, сину Мехмеда Освајача. Ова џамија налазила се на месту данашњих терена СД "Партизан". Иако најстарија, успела је најдуже да одоли насртајима српског становништва и зубу времена, све до 1942. године, када је срушена од стране Немаца.
Преко пута реке и ове џамије на месту данашње апотеке "Сутјетска", налазила се Чарши-џамија око које се налазила огромна башта у којој су се виђенији Турци окупљали.
Сат-џамија налазила се на месту некадашње дрвене пијаце, данашњег Ватрогасног дома, а име је добила по великом сату инсталираном на дрвеној кули, тако да је и читав тај крај добио име Сат мала.
Ове три џамије опстале су и након ослобођења Лесковца од Турака, тако да је Феликс Каниц приликом проласка кроз Лесковац на својим цртежима приказивао две преживеле џамије. Нестале су Пашагићева џамија у Подврцу, Мурџомалска џамија код Техничке школе "Раде Металац", џамија на Светоилијској улици, џамија код куће Ђорђа Лешњака и џамија код бивше "Каспарове кафане".